# Araneus haematomerus
Araneus haematomerus là một loài nhện trong họ Araneidae.
Loài này thuộc chi Araneus. Araneus haematomerus được miêu tả năm 1873 bởi Gerstäcker.